# Benedetto Bembo

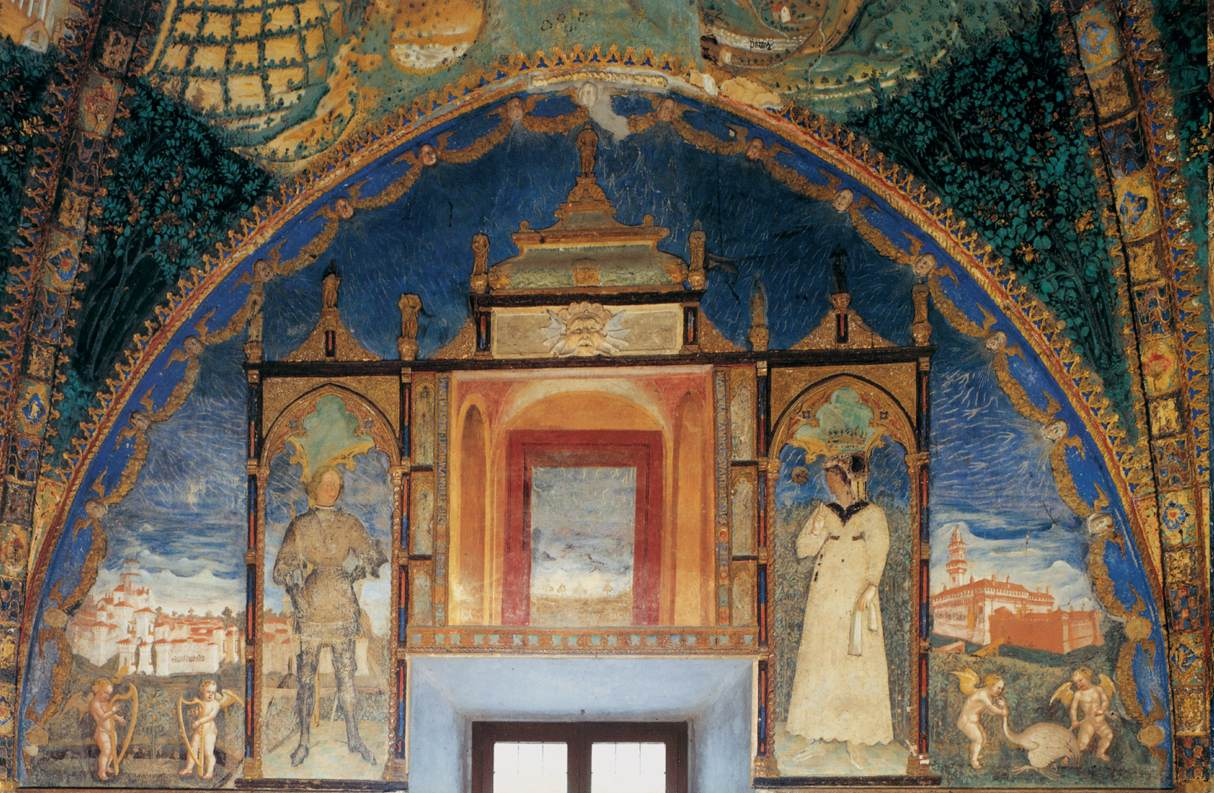
Pier Maria II de' Rossi e Bianca Pellegrini, affresco di Benedetto Bembo nella Camera d'oro del castello di Torrechiara.

Benedetto Bembo (Brescia, 1423 circa – 1489) è stato un pittore e miniatore italiano.

## Biografia
Sono piuttosto scarse le notizie biografiche che lo riguardano: nato presumibilmente a Brescia, era figlio di Giovanni, cremonese di origine e capostipite di una famiglia di pittori e fratello dell'artista Bonifacio.
La prima data utile attribuibile con certezza al pittore è del 1462, segnata sul polittico di Torchiara, che si trovava nella cappella di San Nicomede del Castello di Torrechiara e poi trasferito nella Pinacoteca del Castello Sforzesco di Milano.

È anche l'autore della decorazione della Camera d'Oro che si trova dello stesso castello. Il ciclo di affreschi, del 1462 circa, celebra la vicenda amorosa di Pier Maria II de' Rossi e della sua amante Bianca Pellegrini. La sua tavola con la Madonna dell'umiltà e angeli musicanti, del 1460 circa, ora è al Museo civico Amedeo Lia di La Spezia.
Il suo stile si caratterizzò per una coniugazione tra un graficismo, impreziosito da elementi cromatici del tardo gotico, appreso dal fratello, e una dura costruzione plastica delle figure, che evidenzia una grande attenzione a quanto si era fatto nel decennio precedente a Padova, nella cerchia del Mantegna e degli squarcioneschi.